# A nevek dala
A nevek dala (eredeti cím: The Song of Names) 2019-es koprodukcióban készült filmdráma, amelyet François Girard rendezett. A Norman Lebrecht azonos című regényének adaptációjában Tim Roth és Clive Owen játsszák a londoni gyerekkori barátokat, akiknek életét megváltoztatta a második világháború. A filmet kilenc Canadian Screen Awards-díjra jelölték, amelyből ötöt megnyert.
A filmet 2019. szeptember 8-án mutatták be a Torontói Nemzetközi Filmfesztiválon. Magyarországon 2020. február 6-án mutatták be a mozikban.

## Cselekmény
A Holokauszt idején egy zsidó család a treblinkai haláltáborban pusztul el, és csak egy gyermekük marad életben; a zseniális hegedűművész Dovidl, aki a háború előtt Londonban maradt a Simmond nevelőcsaládnál, hogy folytassa zenei tanulmányait. Fiuk, Martin számára pedig igazi testvérré válik. Azonban Dovidl eltűnik az első koncertje napján.
Harmincöt évvel később, 1976-ban Martin olyan gesztust vett észre a fiatal hegedűsben, amit csak Dovidltól tanulhatott, rájött, hogy Dovidl él, ezért igyekezett megkeresni őt. Martin Lengyelországba utazik bátyja felkutatására.
Miután találkozik Dovidl egykori szerelmével, Martin megtudja, Dovidl New Yorkban él. Martin odautazik, és megtalálja őt. Dovidl nős és gyermekei vannak. Martin haragszik Dovidlra, és megpróbálja rávenni, hogy lépjen fel egy koncerten. Dovidl először visszautasítja, de aztán két (a jelenetből nem derül ki) feltétellel beleegyezik.
Két hónappal később Martin és felesége részt vesznek egy koncerten, ahol Dovidl először a zenekarral játszik, majd szólóelőadást ad elő, amelyben a családjára emlékezve a „Nevek dalát” játssza. Martin ezután levelet kap Dovidltól, amelyben azt írja, hogy tekintse őt halottnak, és soha többé ne találkozzanak. A film végén Martin elmondja a Kádist, és vonakodva elismeri, Dovidl most már halott, bár valójában nem az.

## Szereplők
| Szereplő         | Színész                     | Magyar hang        |
| ---------------- | --------------------------- | ------------------ |
| Martin Simmonds  | Tim Roth                    | Epres Attila       |
| Martin Simmonds  | Gerran Howell (fiatalon)    | Fáncsik Roland     |
| Martin Simmonds  | Misha Handley (gyerekként)  | Kretz Boldizsár    |
| Dovidl Rapoport  | Clive Owen                  | Rátóti Zoltán      |
| Dovidl Rapoport  | Jonah Hauer-King (fiatalon) | Dékány Barnabás    |
| Dovidl Rapoport  | Luke Doyle (gyerekként)     | Sándor Barnabás    |
| Gilbert Simmonds | Stanley Townsend            | Dunai Tamás        |
| Helen Simmonds   | Catherine McCormack         | Nagy-Kálózy Eszter |
| Helen Simmonds   | Marina Hambro (fiatalon)    | Rudolf Szonja      |
| Anna Wozniak     | Magdalena Cielecka          | Ullmann Mónika     |
| Mr. Feinman      | Saul Rubinek                | Scherer Péter      |
| Rádióbemondó     | Eddie Izzard                | Kautzky Armand     |
| Carl Flesch      | Puskás Tamás                | Puskás Tamás       |

### Magyar változat
- Bemondó: Bozai József
- Magyar szöveg: Zalatnay Márta
- Hangmérnök: Tóth Péter Ákos
- Vágó: Székely Daniella
- Gyártásvezető: Kablay Luca
- Szinkronrendező: Tabák Kata

A szinkront a Mafilm Audio Kft. készítette el.